# آلپ دریایی
آلپ دریایی (فرانسوی: Alpes Maritimes‎) رشته‌کوهی است در بخش جنوب غربی کوهستان آلپ. آلپ دریایی مرز بین ناحیه پروانس-آلپ-کوت دازور فرانسه و ناحیه پیمونت ایتالیا و لیگوریا را تشکیل می‌دهد. این رشته‌کوه جنوبی‌ترین بخش از کوهستان آلپ است.

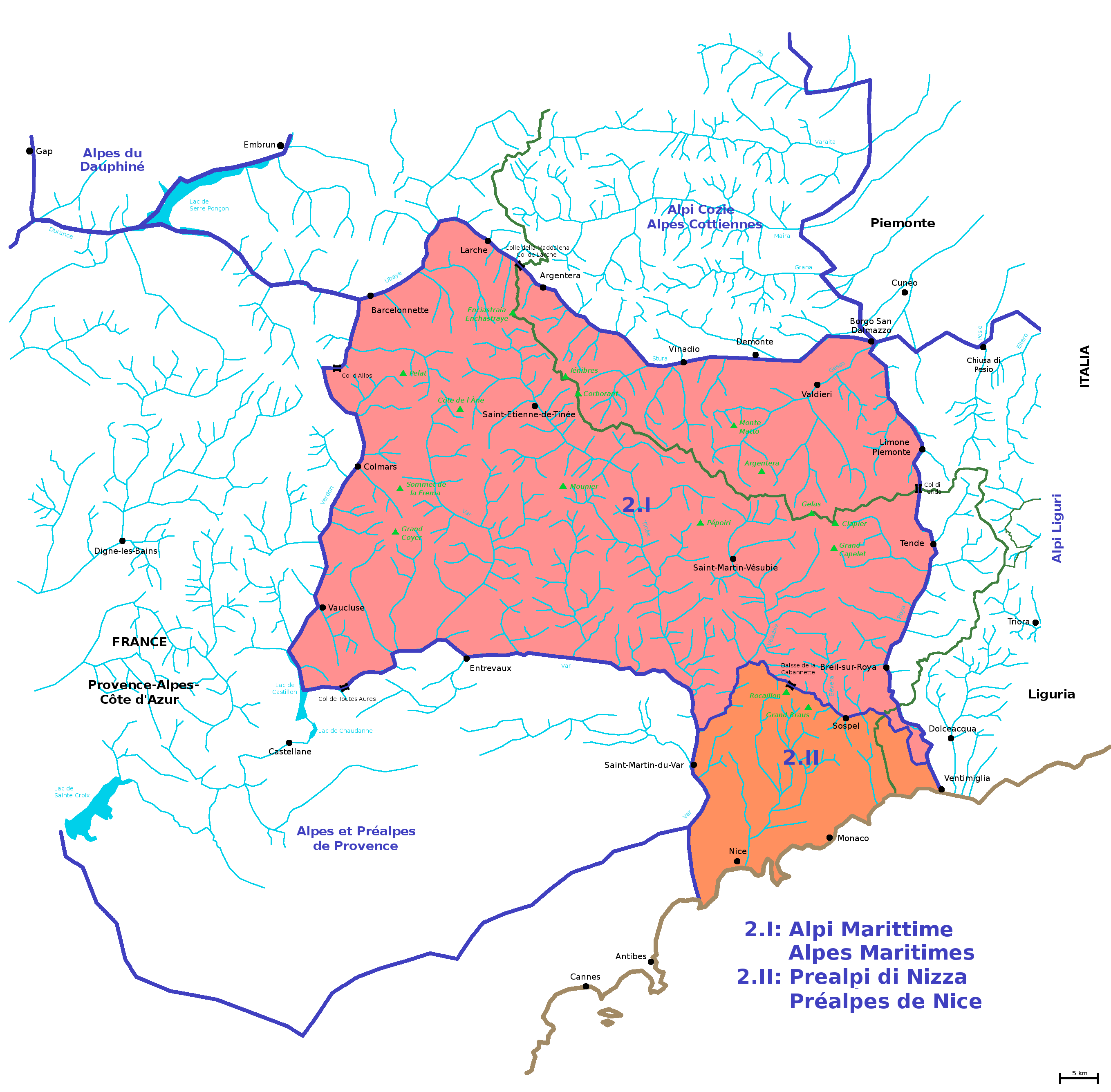
نقشه آلپ دریایی (رنگ سرخ‌آبی روشن) و پیش‌آلپ نیس (نارنجی)